# Trichocerca catellus
Trichocerca catellus är en hjuldjursart som först beskrevs av Müller 1773.  Trichocerca catellus ingår i släktet Trichocerca och familjen Trichocercidae. Inga underarter finns listade i Catalogue of Life.